# Mylohyus
Mylohyus — це вимерлий рід пекарі, що зустрічається в Північній і Центральній Америці. Вперше він виник у пізньому міоцені та вимер наприкінці плейстоцену, приблизно 12 000 років тому.
Відомо шість видів, найвідомішим з яких є Mylohyus nasutus, також відомий як довгоносий пекарі. Рід був трохи більшим, ніж будь-який сучасний пекарі, з приблизною масою 68 кг.
Ізотопні та анатомічні дослідження свідчать про те, що дієта Mylohyus змінювалася протягом геологічного часу, починаючи від переважно C3 листоїдної до під час Бланканського періоду, зі збільшенням споживання рослинності С4 протягом Ірвінгтонського періоду, з відносно рівномірною сумішшю С3 та С4 протягом Ранхолабрейського періоду. Були зроблені припущення, що він був плодоядним і також споживав важкі види, як гілочки. 